# Slanec
Slanec (en alemany, Salzburg o Zalantz; en hongarès, Nagyszalánc; en llatí, Castrum Salis) és un poble i municipi al districte de Košice-okolie a la regió de Košice, a l'est d'Eslovàquia.

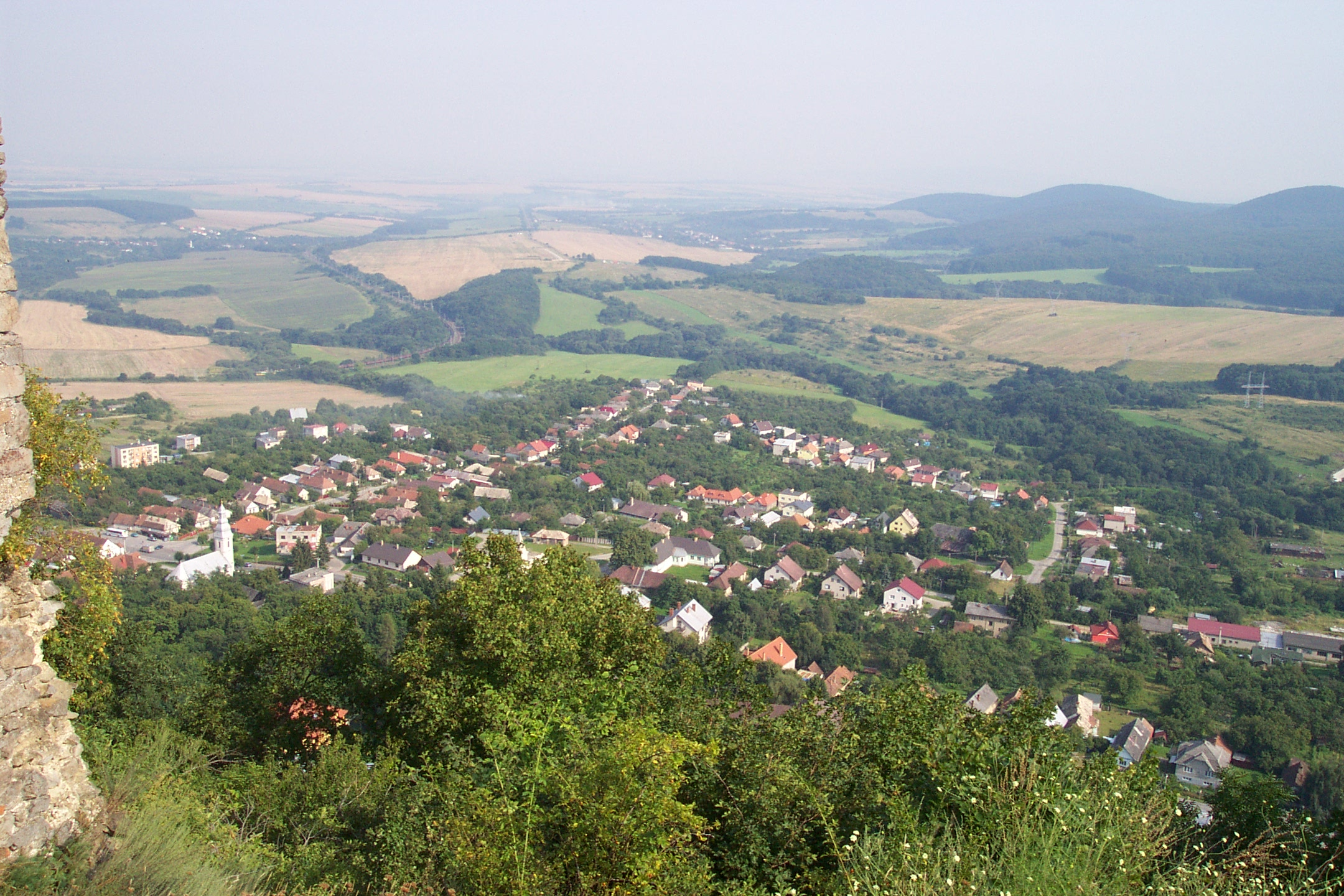
Vista de Slanec
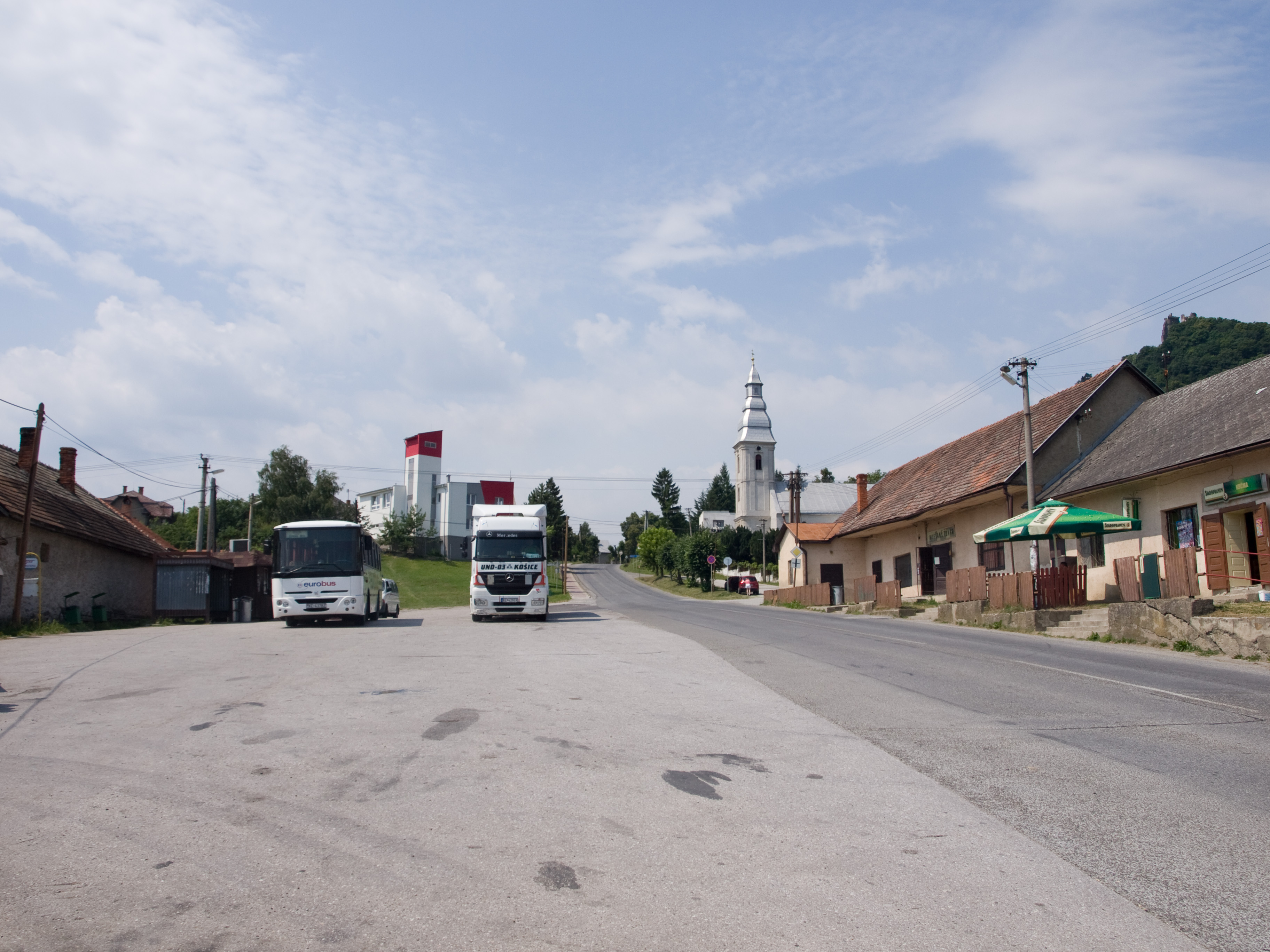
Carrer de Slanec
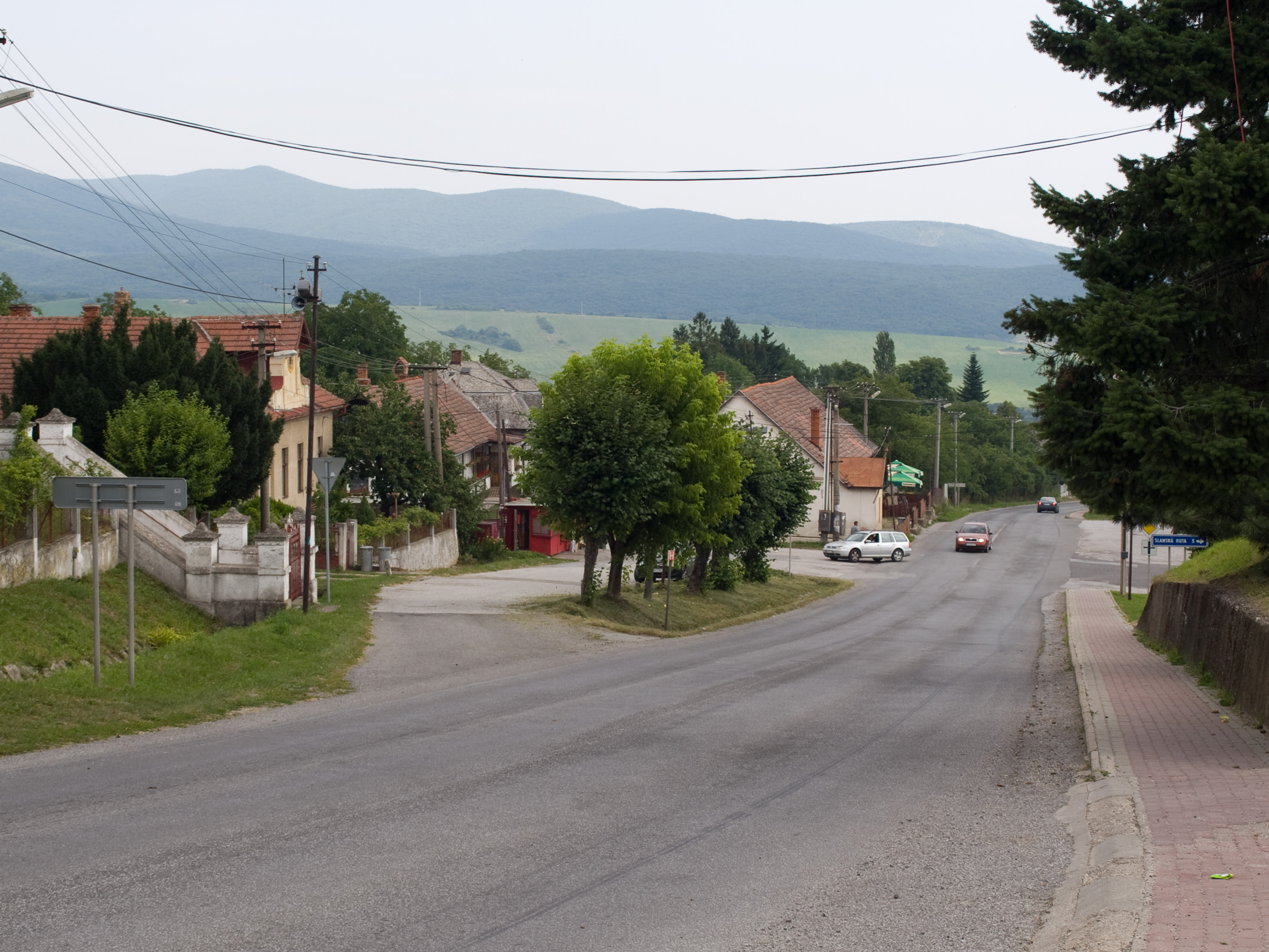
Carrer de Slanec

## Geografia
El poble es troba a 345 metres d'altitud i té una superfície de 20.459 km². Està situat al centre de la regió, a la conca hidrogràfica del riu Sajó (afluent dret del Tisza) i prop de la frontera amb la regió de Prešov i amb Hongria.
El poble donar nom a una cadena de petites muntanyes, els turons de Slanec (en eslovac, Slancké Vrchy) d'origen volcànic que s'estén de nord a sud de Prešov cap a la frontera amb Hongria. Continuen en aquest país amb el nom de Zemplen.

## Història
En els registres històrics, el poble va ser esmentat per primera vegada el 1230 (Castrum Salis) com a fortalesa important. El 1270 el rei [Esteve V d'Hongria] va donar el castell al mestre Reinhold. Els nous senyors de Slanec van donar suport al rei Přemysl Otakar II contra el rei Ladislau en la conquesta del tron de Bohèmia. El rei Ladislau va conquerir Slanec el 1281. El 1299 el castell va passar a la família noble Szalanczyi i, successivament, als propietaris de terres amb els cognoms de Lossonczy i Forgách. El 1649 fou assetjada pel rebel condottiere György Rákoczi.

## Demografia
| Godina             | 1994 | 2004   | 2014   | 2024   |
| ------------------ | ---- | ------ | ------ | ------ |
| Nombre de persones | 1231 | 1315   | 1445   | 1500   |
| Diferència         |      | +6,82% | +9,88% | +3,80% |

| Godina             | 2023 | 2024   |
| ------------------ | ---- | ------ |
| Nombre de persones | 1481 | 1500   |
| Diferència         |      | +1,28% |

## Transport
El poble disposa d'una estació de ferrocarril de la línia Košice - Čierna nad Tisou.

## Patrimoni cultural
- El castell de Slanec: Les ruïnes d'un castell gòtic originari de la primera meitat del segle xiii.[2] El primer esment escrit del castell és del 1281. L'edifici original era una torre residencial de tres plantes amb una galeria defensiva. Va ser habitat entre els segles xiv i xv. A banda de la família Arpád, els propietaris del castell pertanyien a la família Druget i a la família Forgáč. El castell va quedar deshabitat el 1679 durant les revoltes anti-Habsburg. Actualment s'està conservant.
- L'Església catòlica romana de St. Esteve: Un edifici senzill d'una sola nau amb presbiteri segmentat i una torre del 1754. L'església té façanes llises i finestres semicirculars. La torre està acabada per un sostre piramidal.
- L'Església reformada: Edifici tolerant d'una sola nau amb un extrem segmental i una torre del 1784.[3] A l'interior, hi ha dos emporis de fusta oposats i un púlpit situat al centre. El sostre és de volta amb una volta prussiana. La façana de l'església és llisa amb finestres semicirculars. La torre està dividida per pilastres i acabada per un sostre en forma de campana.
- En el passat, es trobava al poble la Casa pairal Forgáčovský, un edifici classicista de la planta baixa del segle xix. Va ser enderrocada el 1947.

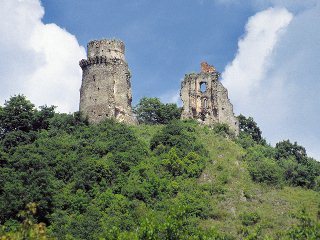
Castell de Slanec
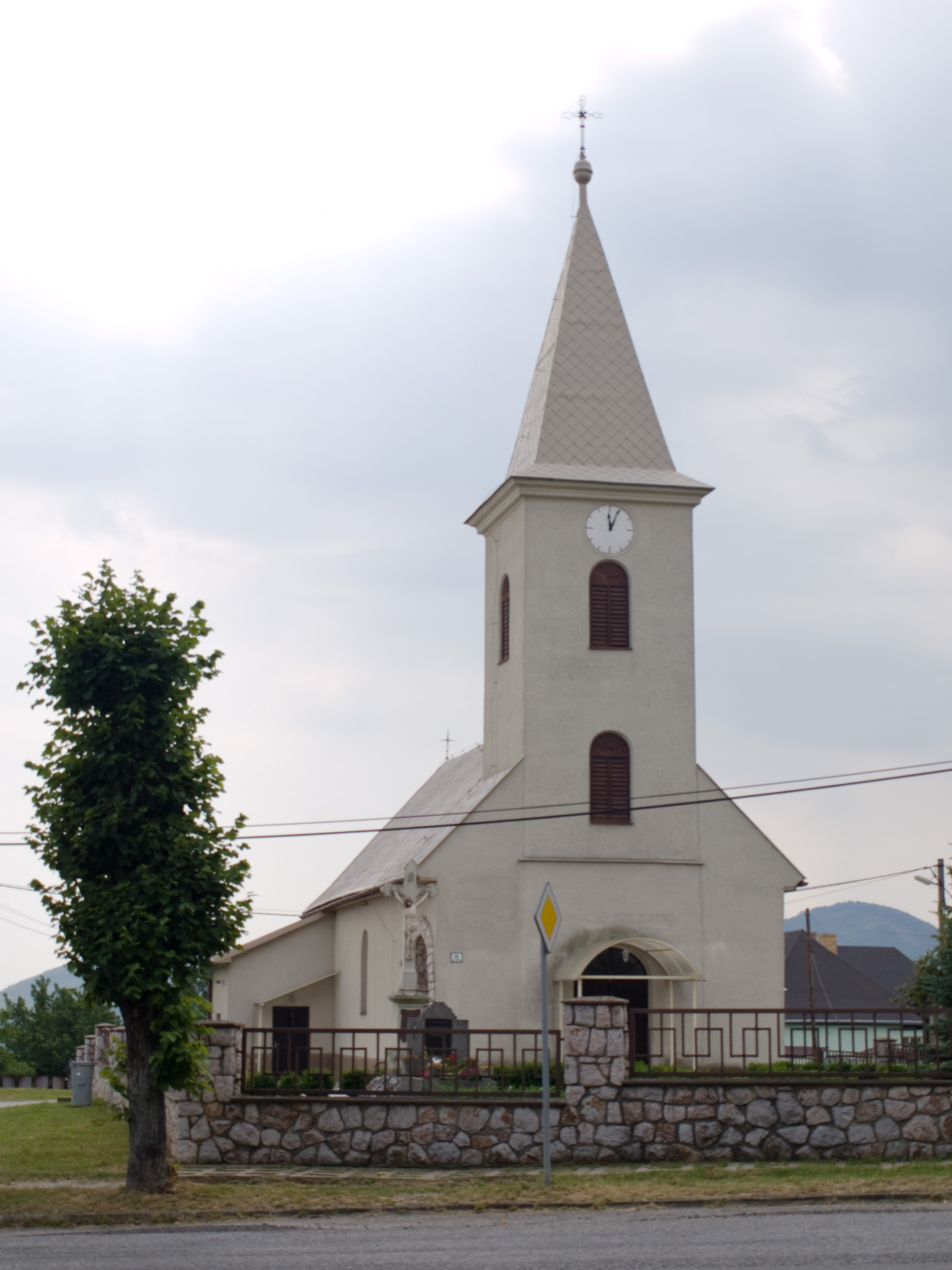
Església católica romana de Slanec
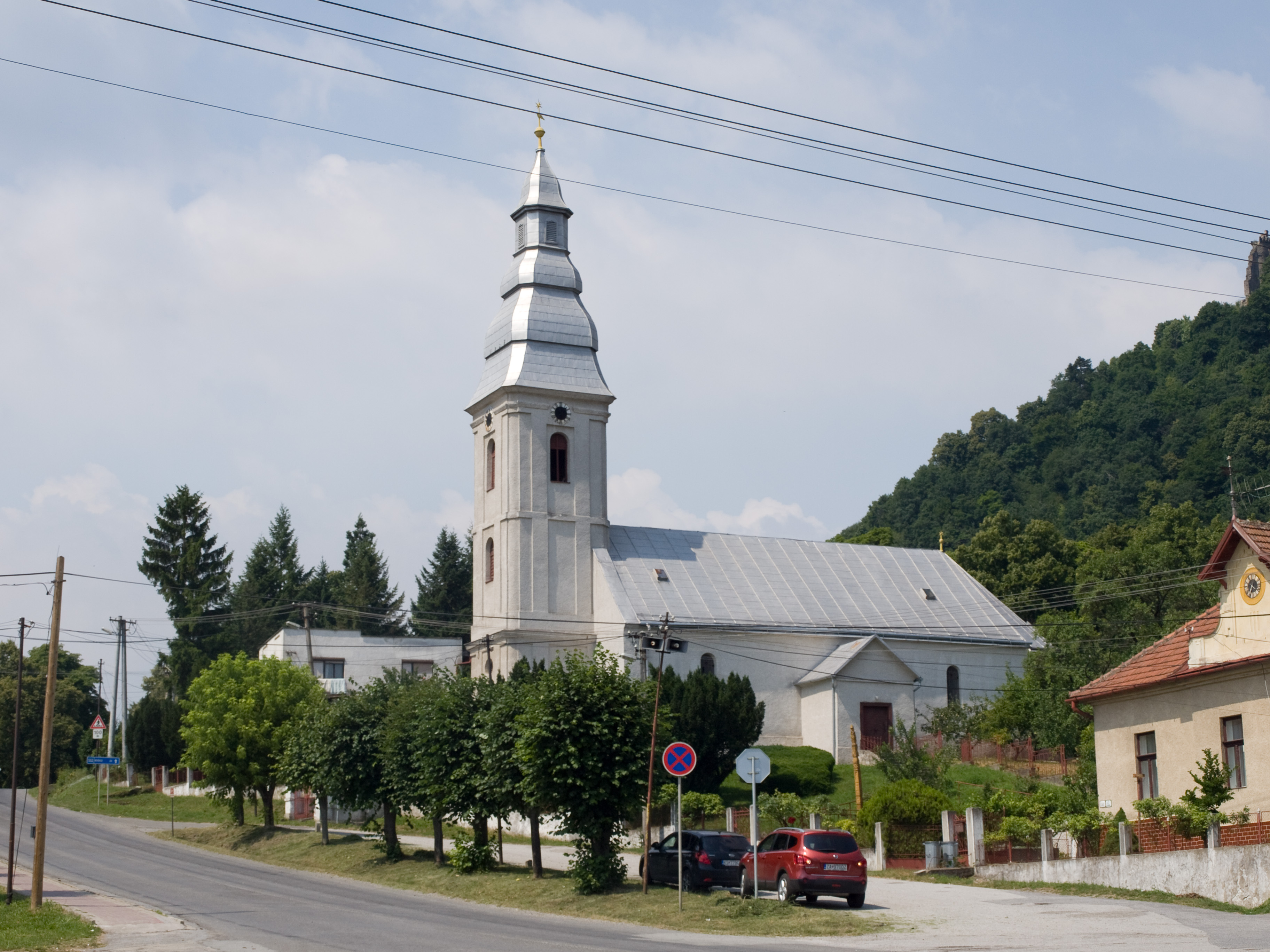
Església reformada de Slanec